# Apolemichthys griffisi
Apolemichthys griffisi là một loài cá biển thuộc chi Apolemichthys trong họ Cá bướm gai. Loài này được mô tả lần đầu tiên vào năm 1981.

## Từ nguyên
Từ định danh của loài được đặt theo tên của Nixon Griffis, Ủy thác viên của Hiệp hội Động vật học New York và là Giám đốc của Thủy cung New York, người đã giúp các tác giả đến đảo Kanton để tìm hiểu về loài cá này.

## Phạm vi phân bố và môi trường sống
A. griffisi có phạm vi phân bố tập trung chủ yếu ở Trung Thái Bình Dương. Loài này ban đầu được phát hiện tại Kiritimati, Tabuaeran (quần đảo Line), đảo Kanton (quần đảo Phoenix) và quần đảo Gilbert, đều thuộc chủ quyền của Kiribati. Sau đó, A. griffisi được ghi nhận thêm tại các đảo quốc, quần đảo ở Tây Thái Bình Dương, là Liên bang Micronesia, quần đảo Marshall, Nauru, Indonesia, Papua New Guinea và quần đảo Solomon.
Loài này sống gần các rạn san hô ở mặt trước rạn và mỏm đá ngầm ở độ sâu khoảng từ 10 đến 100 m, nhưng thường được quan sát phổ biến ở độ sâu 40–60 m.

## Mô tả
A. griffisi có chiều dài cơ thể tối đa được ghi nhận là 30 cm. Đầu và bụng có màu xám nhạt, hai bên thân có màu hơi nâu với các chấm trắng trên vảy. Đỉnh đầu có một vệt đen và một vệt đen băng dọc qua mắt. Phần thân sau có một dải chéo màu đen, ngăn cách bởi một dải màu trắng dọc theo gốc vây lưng, kéo dài đến gốc vây đuôi. Vây lưng toàn bộ có màu đen. Vây hậu môn có màu xám nâu. Đuôi, vây ngực và vây bụng có màu xám.
Số gai ở vây lưng: 14; Số tia vây ở vây lưng: 18; Số gai ở vây hậu môn: 3; Số tia vây ở vây hậu môn: 18; Số tia vây ở vây ngực: 17–18; Số gai ở vây bụng: 1; Số tia vây ở vây bụng: 5.

## Sinh thái
Thức ăn của A. griffisi là những loài hải miên và phân ngành Sống đuôi. A. griffisi thường sống đơn độc hoặc theo cặp, đôi khi hợp thành những nhóm nhỏ.
A. griffisi hiếm khi được đánh bắt trong ngành thương mại cá cảnh, có lẽ vì loài này sinh sống ở vùng nước sâu. A. griffisi được đánh giá là một trong những loài cá đắt tiền đối với giới chơi cá cảnh.
A. griffisi được ghi nhận là đã tạo ra những cá thể lai với Apolemichthys xanthopunctatus, một loài có cùng phạm vi với A. griffisi, tại Kiribati.

### Trích dẫn
- Bruce A. Carlson; Leighton R. Taylor (1981). "Holacanthus griffisi, A New Species of Angelfish from the Central Pacific Ocean" (PDF). Freshwater and Marine Aquarium Magazine. Quyển 4 số 5. tr. 5–11.{{Chú thích tạp chí}}:  Quản lý CS1: nhiều tên: danh sách tác giả (liên kết)